# Poliolais lopezi
La camaróptera coliblanca (Poliolais lopezi) es una especie de ave paseriforme de la familia Cisticolidae propia de África. Es la única especie del género Poliolais. 

## Distribución y hábitat
Se la encuentra en la isla Bioko, el oeste de Camerún y Nigeria. Su hábitat natural son los bosques montanos húmedos subtropicales. Se encuentra amenazada por pérdida de hábitat.